# 퍼시 존 다니엘

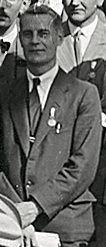
ICM 1932, 취리히의 다니엘

퍼시 존 다니엘(1889년 1월 9일 – 1946년 5월 25일)은 영국에서 활동한 수학자이다.

## 어린 시절과 교육
다니엘은 칠레 발파라이소에서 태어났다. 그의 가족은 1895년 영국으로 돌아갔다. 다니엘은 버밍엄 King Edward's School에 다녔고 케임브리지의 트리니티 칼리지로 진학했다(그는 1909년에 마지막 시니어 랭글러였다).

## 수학적 경력
1년 동안 그는 리버풀 대학에서 강의를 했고 그 후 텍사스 주 휴스턴에 있는 새로운 라이스 대학교에 임명되었다. 라이스 대학교는 그를 괴팅겐 대학교에서 막스 보른과 다비트 힐베르트와 함께 공부하도록 했다. 다니엘은 1914년부터 1923년까지 라이스 대학교에 있었고 영국으로 돌아와 셰필드 대학교에서 교수직을 맡았다.
1918년에서 1928년 사이에 발표된 일련의 논문에서 그는 오늘날 다니엘 적분으로 알려진 적분 및 미분의 일반화된 이론을 개발하고 확장했다. 통합 설정에서 그는 안드레이 콜모고로프와는 독립적으로 확률 과정 이론에서 다니엘-콜모고로프 확장 정리로 이어지는 결과에 대해서도 작업했다. 그는 1920년 스트라스부르에서 열린 ICM의 초청 연사였다.

## 죽음
제2차 세계대전 동안 다니엘은 영국 공급부에 자문을 제공했다. 전쟁 중 노동의 부담은 그의 건강에 큰 타격을 입혔다. 그는 몇 주 전에 집에서 쓰러진 후 1946년 5월 25일에 사망했다.